# Championnat d'Albanie de football 2001-2002
Navigation
Championnat d'Albanie 2000-01 Championnat d'Albanie 2002-03
Le Championnat d'Albanie de football de Kategoria Superiore 2001-2002 est la 61e édition de ce championnat.

## Classement
| Rang | Équipe                | Pts | J  | G  | N  | P  | Bp | Bc | Diff |
| ---- | --------------------- | --- | -- | -- | -- | -- | -- | -- | ---- |
| 1    | Dinamo Tirana         | 63  | 26 | 19 | 6  | 1  | 55 | 15 | +40  |
| 2    | KF Tirana             | 62  | 26 | 19 | 5  | 2  | 52 | 15 | +37  |
| 3    | Partizan Tirana       | 46  | 26 | 13 | 7  | 6  | 41 | 24 | +17  |
| 4    | Teuta Durrës          | 42  | 26 | 12 | 6  | 8  | 31 | 19 | +12  |
| 5    | Vllaznia Shkodër      | 40  | 26 | 12 | 4  | 10 | 44 | 27 | +17  |
| 6    | Shkumbini Peqin       | 33  | 26 | 10 | 3  | 13 | 32 | 36 | -4   |
| 7    | KS Lushnja            | 31  | 26 | 8  | 7  | 11 | 32 | 32 | 0    |
| 8    | Flamurtari Vlorë      | 29  | 26 | 8  | 5  | 13 | 26 | 32 | -6   |
| 9    | Apolonia Fier         | 29  | 26 | 9  | 2  | 15 | 22 | 48 | -26  |
| 10   | Besëlidhja Lezhë      | 28  | 26 | 6  | 10 | 10 | 20 | 25 | -5   |
| 11   | Bylis Ballshi         | 28  | 26 | 7  | 7  | 12 | 28 | 42 | -14  |
| 12   | Erzeni Shijak         | 28  | 26 | 9  | 1  | 16 | 31 | 54 | -23  |
| 13   | Luftëtari Gjirokastër | 27  | 26 | 8  | 3  | 15 | 24 | 50 | -26  |
| 14   | Tomori Berat          | 25  | 26 | 7  | 4  | 15 | 29 | 48 | -19  |

|  | Champion   |
|  | Relégation |

## Bilan de la saison
| Tableau d'Honneur                 |               |
| Compétition                       | Vainqueur     |
| Championnat d'Albanie de football | Dinamo Tirana |
| Coupe d'Albanie de football       | KF Tirana     |

| Promotions et relégations     |                                    |
| Relégués en First Division    | Luftëtari Gjirokastër Tomori Berat |
| Promus en Kategoria Superiore | KS Elbasani Besa Kavajë            |